# 宇賀峡
宇賀峡(うがきょう)は広島県広島市安佐北区の太田川の支流である高山川沿いにある渓谷。長さ4㎞、落差200ｍ。峡谷の周囲には岩峰や岩壁が多く、北隣にある瀬谷とともに植物相に富んでいる。

## 概要
長さ4㎞、落差200ｍ。谷の両岸には千丈岩や岩峰がそびえ立つ。川は、小さいものの淵と瀬が交錯しており滝や早瀬が多く、唐音滝、からから滝などの滝がある。河床には、崩積したひびき岩、裸岩、くぐり岩、魚切りなどがある。
地層は流域の大部分が古生代にできた古生層の粘板岩。古生層は西北西から東南東に向かっている。また、花崗岩や石英斑岩、花崗斑岩が点在する。
植生はスギ、ヒノキの植林樹の他ケヤキやトチノキ、アラカシ、シダ、コケ植物などが豊富。稀にウスバヒョウタンボクやフウトウカズラ、アズマガヤなどもみられる。多くの野生草も生息している。
最下流には宇賀ダムがあり、峡谷一帯はハイキングコースとして整備されている。渓谷に沿って廃集落の高山集落や丹原集落へ続く道がある。